# 蒂耶里堡站
蒂耶里堡站是法国的一个铁路车站，位于法国城市蒂耶里堡。

## 位置
蒂耶里堡站位于蒂耶里堡市区的南部，巴黎－斯特拉斯堡铁路94.488公里处。车站大致呈东西走向，开口朝北。

## 设施
蒂耶里堡站设有人工售票窗口，每天的开放时间为5:05~19:55（周六和周日中午12:05~12:50之间休息）。此外该站还设有自动售票机，站前设有社会车辆停车场。车站西侧为人行天桥，可与岛式站台连接。

## 停靠线路
以下列车线路在蒂耶里堡站停靠：
| 蒂耶里堡站列车线路表（长途线路） |      |          |                 |                 |
| 线路                             | 车种 | 上一站   | 下一站          | 大致运行频率    |
| 巴黎—香槟沙隆/巴勒迪克/圣迪济耶  | TER  | 巴黎东   | 多尔芒/埃佩尔奈 | 每天9趟左右     |
| 蒂耶里堡→兰斯                    | TER  | （起点） | 多尔芒          | 每天1班（单向） |
| 1. 2.                            |      |          |                 |                 |

| 蒂耶里堡站列车线路表（区域线路） |              |           |          |          |
| 起点                             | 上一站       | 线路      | 下一站   | 终点     |
| 巴黎东                           | 马恩河畔谢济 | [T] · [P] | （终点） | （终点） |

## 配套交通

### 长途客车
| 停靠站的大巴车 |                                               |                                                                      |
| 上下车地点     | 运营单位                                      | 主要目的地                                                           |
| 蒂耶里堡站门口 | 埃纳省城际客运 Réseau de transport de l’Aisne | 拉昂、塔德努瓦地区费尔、沙斯米、埃皮耶、苏瓦松、布雷尼、宽西、比藏西 |
| 蒂耶里堡站门口 | SNCF                                          | 当某条铁路线施工或罢工时，SNCF可能会提供途径该线路沿途站点的大巴车   |
| 1. 2. 3.       |                                               |                                                                      |

### 市内交通
| 蒂耶里堡站附近的市内公共交通线路 |                | |
| 公交车站名称                     | 位置           | 停靠线路 |
| Gare SNCF                        | 蒂耶里堡站门口 | - Navette Fablio 1路：蒂耶里堡站（市区内环线） - Navette Fablio 2路：蒂耶里堡站（市区外环线） - 2路：蒂耶里堡站 ↔ 钟楼 - 4路：蒂耶里堡站 ↔ 诺让泰勒 - 5路：两岸 ↔ 布拉勒 - 6路：蒂耶里堡站 ↔ 埃索姆谷 |
| 1. 2.                            |                | |

## 临近车站
| 蒂耶里堡站（Gare de Château-Thierry） |                      |                   |
| 上行车站                              | 线路                 | 下行车站          |
| 马恩河畔谢济站 6.4km ←                | 巴黎－斯特拉斯堡铁路 | 多尔芒站 → 21.9km |
| - 本表仅显示运营中的线路及车站        |                      |                   |